# Museu Vasa
El Museu Vasa, en suec Vasamuseet és un museu situat sobre l'illa de Djurgården, a Estocolm (Suècia). Va obrir les portes el 1990 i és el museu més visitat de tota Escandinàvia, amb al voltant de 800.000 visitants a l'any.
Alberga l'únic vaixell del segle xvii encara intacte, el Vasa. Al voltant d'aquest vaixell, se situen diverses exposicions que informen de la seva història i presenten els objectes que estaven a bord.